# Język makian zachodni
Język makian zachodni (makian barat, makian luar), także moi – język używany w prowincji Moluki Północne w Indonezji, m.in. na wyspie Makian (zachodni fragment) i w grupie wysp Kayoa. Według danych z 1977 roku posługuje się nim 12 tys. osób, w tym 7 tys. na Makian oraz 5 tys. na wyspach Kayoa. Dodatkowe skupiska jego użytkowników są obecne na wyspie Halmahera (południowo-zachodnie wybrzeże oraz region Malifut ).
Jest przedstawicielem rodziny języków północnohalmaherskich, jednej z grup zakwalifikowanych do postulowanej rodziny zachodniopapuaskiej. Jego bliższe związki z innymi językami rodziny są jednak trudne do ustalenia. Ponadto jest zupełnie odrębny od pobliskiego języka makian wschodniego (taba, makian dalam), który należy do rodziny austronezyjskiej.
Jest określany różnymi nazwami: zachodniomakiański (makian barat, makean barat ), makian luar, moi, jitinee, titinee, destine, likil. Sami użytkownicy posługują się nazwą „moi”, która jednocześnie określa wyspę Makian. Taką samą nazwę nosi język moi z północno-zachodniej Nowej Gwinei, również włączony do propozycji rodziny zachodniopapuaskiej. Zbieżność nazw, jeśli nie przypadkowa, może być śladem historycznych kontaktów handlowych. Określenie „Moi Tesité” (oficjalnie w j. indonez. Makian Luar) odnosi się do zachodniej części wyspy.
W użyciu jest także malajski Moluków Północnych wraz z językiem indonezyjskim. Odnotowano, że znaczna grupa osób z zachodniej części wyspy zna również język makian wschodni. Tym niemniej w nowszych czasach wzmocniła się pozycja malajskiego w roli środka komunikacji międzyetnicznej.
Został słabo udokumentowany w literaturze. Opublikowano pobieżne listy słownictwa. Skrótowy opis jego gramatyki opracował C.L. Voorhoeve .

## Klasyfikacja
Jest silnie odrębny od pozostałych języków regionu, toteż jego przynależność przez dłuższy czas pozostawała nieustalona. Pierwotnie został zaliczony do języków austronezyjskich, podobnie jak język taba ze wschodniej części wyspy. W 1890 r. F.S.A. de Clercq zwrócił uwagę na brak wzajemnej zrozumiałości między oboma językami wyspy Makian. Wcześniej, w 1872 r., Robidé van der Aa powiązał makian zachodni z językami północnej Halmahery, lecz propozycja ta nie przyjęła się w literaturze. W toku późniejszych badań potwierdzono słuszność tej opinii, ujawniając, że języki wschodni i zachodni w ogóle nie są ze sobą spokrewnione. W 1976 r. indonezyjski językoznawca F.S. Watuseke wykazał, że makian zachodni to jeden z języków północnohalmaherskich (North Halmahera, NH), na podstawie analizy zbieżności słownikowych. Dodatkowo C.L. Voorhoeve (1982) stwierdził istnienie regularnych zależności dźwiękowych między nim a językiem tidore.
Z perspektywy leksykostatystyki makian zachodni został sklasyfikowany jako język izolowany na poziomie rodziny NH (sensu largo, NH stock). Taki jego status odzwierciedlają różne publikacje, w tym Ethnologue (wyd. 21, 2018) i  Atlas bahasa tanah Maluku (1996). W ujęciu, które zaproponował C.L. Voorhoeve (1983), makian zachodni to odosobniony przedstawiciel gałęzi południowej języków NH (w opozycji do pozostałych języków rodziny, stanowiących gałąź północną). Bliższa analiza cech leksykalnych i fonologicznych daje jednak podstawy, by sądzić, że makian zachodni jest bliżej spokrewniony z językami ternate i tidore, z którymi tworzyłby gałąź południową (z możliwym włączeniem języka sahu).
Jego struktura gramatyczna została prawdopodobnie przekształcona pod wpływem bliżej nieokreślonego austronezyjskiego otoczenia językowego. Pierwotnie musiał być typologicznie bliski innym papuaskim językom Halmahery i okolic (szyk zdania SOV, obecność poimków, złożona morfologia czasownika). Jego cechy charakterystyczne to: szyk zdania SVO, występowanie przyimków, mało rozbudowana odmiana czasownika (formy czasowników nie wyrażają dopełnienia, ale nadal zawierają informację o podmiocie). Nie występuje rozróżnienie między rodzajem męskim a żeńskim w trzeciej osobie liczby pojedynczej. Obecna jest harmonia samogłosek. Zachował pewne cechy charakterystyczne dla rodziny NH: szyk wyrazów w konstrukcjach dzierżawczych (określnik dzierżawczy występuje przed rzeczownikiem określanym) oraz system klas rzeczowników. Analiza zapożyczeń w tym języku pozwala dojść do wniosku, że przeszedł on niezależną historię kontaktu z przedstawicielami rodziny austronezyjskiej; możliwe, że prajęzyk zachodniomakiański dotarł do regionu Halmahery w innym czasie niż przodek pozostałych języków NH – co tłumaczyłoby jego silnie zaznaczoną odrębność.

## Sytuacja językowa
Każda ze wsi w zachodniej części wyspy Makian używa własnego wariantu języka, ale różnice są niewielkie (dotyczą pewnej części leksyki). Z uwagi na wpływy obce jest najbardziej odrębnym spośród języków NH. Na płaszczyźnie gramatyki i słownictwa wykazuje wpływy języków austronezyjskich – makian wschodniego i malajskiego – a także języka ternate. Wskutek kontaktów handlowych zaczerpnął też pewną grupę słów niderlandzkich i portugalskich. Wyspa Makian słynęła bowiem z dobrej jakości pożywienia i doskonałych goździków. Od XVII w. do początku XX w. wyspa znajdowała się pod kontrolą Sułtanatu Ternate, a w niepodległej Indonezji za pośrednictwem systemu edukacji zaczęto promować język indonezyjski. Pożyczki z języka ternate to często wyrazy należące do bahasa halus, czyli uprzejmego wariantu języka. W nowszych czasach najważniejszym źródłem zapożyczeń stał się język narodowy. D.M. Perangin Angin (2023) odnotował, że młodsze grupy wiekowe posługują się wręcz odmianami języka, które wykazują bardzo silne wpływy słownictwa malajskiego/indonezyjskiego; ponadto odmiana bahasa halus praktycznie wyszła z użycia.
W latach 70. XX w., z uwagi na zagrożenie wulkaniczne, podjęto decyzję o przesiedleniu ludności Makian do regionu Malifut na Halmaherze. Wśród tamtejszej społeczności makian zachodni przestał być przyswajany przez młodsze grupy wiekowe. Przyczynia się do tego zawieranie małżeństw mieszanych wraz ze słabszym przywiązaniem do tożsamości etnicznej Makian. Region Malifut jest silnie zróżnicowany etnicznie i językowo (inne używane języki to m.in. makian wschodni i pagu; dodatkowo zamieszkują tu też migranci z Jawy i Celebesu Południowego). Migranci Makian zamieszkujący południowo-zachodnie wybrzeże Halmahery (w tym region Gita) również mają styczność z różnymi grupami etnicznymi.

## System dźwiękowy
Samogłoski
W języku moi występują cztery samogłoski: a, ə, i, u.
Spółgłoski
|              |              | dwuwargowe | zębowe | podniebienne | miękkopodniebienne | krtaniowe |
| ------------ | ------------ | ---------- | ------ | ------------ | ------------------ | --------- |
| zwarte       | bezdźwięczne | p          | t̪      | c            | k                  |           |
| zwarte       | dźwięczne    | b          | d̪      | ɟ            | g                  |           |
| szczelinowe  | szczelinowe  | ɸ          |        |              |                    | h         |
| nosowe       | nosowe       | m          | n̪      | (ɲ)          | ŋ                  |           |
| aproksymanty | aproksymanty |            | l̪      |              |                    |           |
| drżące       | drżące       |            | r̪      |              |                    |           |

/ɲ/ występuje prawie wyłącznie w zapożyczeniach z języka indonezyjskiego. Jedyne rodzime słowo z głoską /ɲ/ to /miɲe/ „jeden”.